# Rudolf Wojtowicz
Rudolf „Rudi“ Wojtowicz (* 9. Juni 1956 in Bytom) ist ein ehemaliger polnischer Fußballspieler und -trainer. Neben der Polnischen besitzt er auch die Deutsche Staatsangehörigkeit.

## Spielerkarriere

### Vereine
Wojtowicz spielte von 1973 bis 1981 für Górniczy KS Szombierki Bytom in der 1. Liga und gewann 1980 die Polnische Meisterschaft. Nach Deutschland gelangt, kam er von 1982 bis 1986 für den Bundesligisten Bayer 04 Leverkusen und von 1986 bis 1992 für Fortuna Düsseldorf zum Einsatz, wobei er für diesen Verein von 1987 bis 1989 in der 2. Bundesliga 58 Punktspiele bestritt und ein Tor erzielte.

### Nationalmannschaft
Für die Nationalmannschaft bestritt er einzig das am 12. April 1978 in Łódź in Freundschaft ausgetragene Länderspiel gegen die Nationalmannschaft Irlands, das mit 3:0 gewonnen wurde.

## Trainerkarriere
Von 1996 bis 1997 trainierte er Fortuna Düsseldorf. Anschließend war er bis Februar 2010 als Talentsichter für Hertha BSC tätig. Von 2010 bis 2020 war er Scout beim VfL Wolfsburg. 2021 erlitt er einen schweren Herzinfarkt und wurde daraufhin arbeitsunfähig.

## Erfolge
- Polnischer Meister 1980